# Johanna Rosén
Johanna Rosén, född 25 december 1985, är en svensk fotbollsspelare som spelat som mittback och yttermittfältare i Kristianstads DFF säsongerna 2008 - 2010.